# Izabela Ceglińska
Izabela Ceglińska (ur. 27 września 1964 w Łodzi) – polska skrzypaczka i pedagog.

## Życiorys
Absolwentka Akademii Muzycznej w Łodzi (klasa prof. Iwony Wojciechowskiej, dyplom z wyróżnieniem w 1988). Od 1988 jest zatrudniona w Akademii Muzycznej w Łodzi. Profesor sztuk muzycznych (2011). Laureatka oraz jurorka ogólnopolskich i międzynarodowych konkursów skrzypcowych.
Koncertmistrz Łódzkiej Orkiestry Kameralnej „Pro Musica” (1983-1985) oraz Polskiej Filharmonii Kameralnej (1988-1989). Była współpracowniczką Sinfonii Varsovii oraz Polskiej Orkiestry Kameralnej. Odznaczona Srebrnym Krzyżem Zasługi oraz Brązowym Medalem „Zasłużony Kulturze Gloria Artis”.